# George D. Birkhoff House
Als George D. Birkhoff House ist das ehemalige Wohnhaus des amerikanischen Mathematikers George David Birkhoff im National Register of Historic Places mit dem Status einer National Historic Landmark eingetragen. Das dreistöckige Gebäude wurde mutmaßlich im 19. Jahrhundert vollständig aus Holz errichtet und befindet sich in Cambridge im Bundesstaat Massachusetts der Vereinigten Staaten. Birkhoff lebte dort von 1920 bis 1928.
Der zunächst an der Princeton University und ab 1912 an der Harvard University lehrende Birkhoff war einer bekanntesten Mathematiker seiner Zeit und erhielt nahezu alle wissenschaftlichen Auszeichnungen, die einem Wissenschaftler dieser Disziplin zuteilwerden konnten, darunter der Newcomb Cleveland Prize und der Bôcher Memorial Prize. Mit dem nach ihm benannten George-David-Birkhoff-Preis werden bis heute Arbeiten in der angewandten Mathematik ausgezeichnet.